# Castello del Montiferru
Il castello del Montiferru, anche detto Casteddu Etzu, è un castello in rovina risalente al XII secolo; sorge nel comune di Cuglieri, provincia di Oristano su una collina fonolitica trachitoide del complesso montuoso del Montiferru da cui è possibile ammirare un panorama a 360 gradi.

## Storia
Nel 1186 Ittocorre di Gallura, fratello del giudice Barisone II di Torres, fece costruire il castello del Montiferru, con lo scopo di proteggere i confini del regno dal Giudicato di Arborea. Nel XIII secolo, con la scomparsa del giudicato di Torres, il castello insieme ai territori limitrofi fu annesso al giudicato d'Arborea, ad opera del sovrano Mariano II di Arborea. Nel 1410 col passaggio della Sardegna sotto il dominio aragonese, il castello perse la sua funzione difensiva e subì diversi passaggi di proprietà.
La fama del castello è legata alle vicende della famiglia Zatrillas, in quanto questi erano i conti di Cuglieri oltre che Marchesi di Siete Fuentes, specialmente di donna Francesca Zatrillas, moglie di Agostino di Castelvì, marchesa di Laconi, che nel 1668 vi trovò rifugio, per sfuggire alla giustizia, essendo sospettata di aver provocato l'uccisione del marito e di aver preso parte al complotto per l'assassinio del viceré Camarassa. Avuta notizia dell'arrivo ad Oristano di un gruppo di cavalieri, con a capo un commissario che doveva perseguirla, di notte fuggì nella montagna, rifugiandosi nella chiesa campestre di S. Lorenzo. Poi avventurosamente giunse alla cala di Foghe, da dove si imbarcò alla volta di Livorno. Il feudo fu quindi recuperato dalla Corona, ma il castello, dal 1670, fu abbandonato.

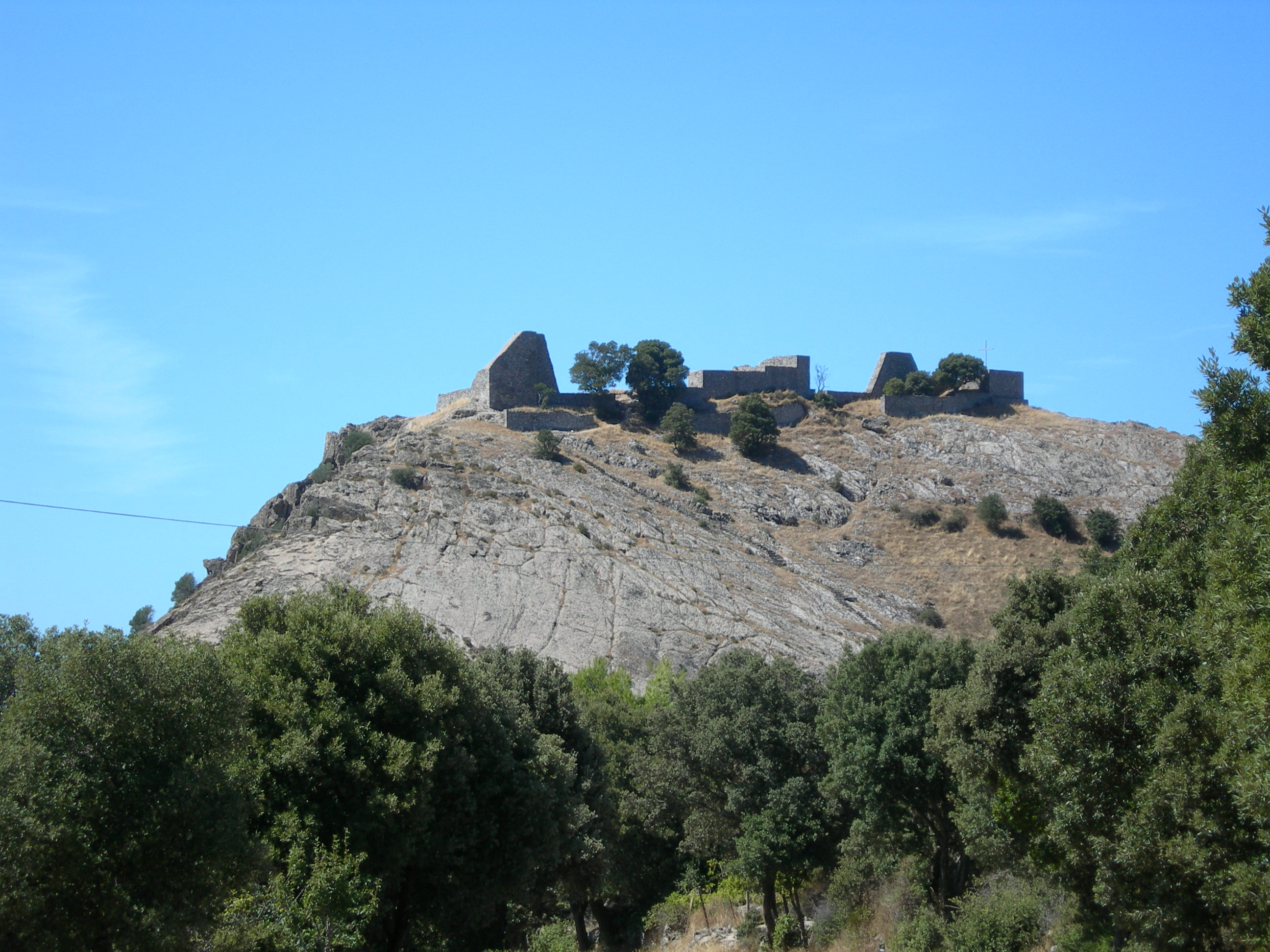
Casteddu Ezzu visto dalla Strada Provinciale 19

## Descrizione
Le rovine di Casteddu Etzu si limitano a resti di torri, paramenti murari e vani sotterranei probabilmente con funzione di cisterne. Il castello, la cui pianta si presentava allungata, racchiudeva all'interno delle sue mura una serie di ambienti, di cui è rimasta traccia a livello di fondamenta, ma di cui non è dato conoscere le funzioni.